# Plan Guadalhorce (1956)
El Plan Coordinado de Obras de la zona de nuevos regadíos del Guadalhorce, más conocido como plan Guadalhorce, fue un proyecto de colonización de la cuenca del río Guadalhorce aprobado en 1956 por el Ministerio de Agricultura de España, que tenía como finalidad incrementar la producción de los cultivos de regadío en dicha cuenca, declarada de alto interés nacional por el régimen franquista.
Mediante este plan se crearon una serie de canales de riego, saltos hidroeléctricos, los pantanos Guadalhorce-Guadalteba y los pueblos de Zalea, Cerralba, Nueva Aljaima, Villafranco del Guadalhorce, Ampliación de Cártama, Doñana y Santa Rosalía.